# Mohammed Achik
Mohammed Achik, född den 1 februari 1965, är en marockansk boxare som tog OS-brons i bantamviktsboxning 1992 i Barcelona. Han förlorade i semifinalen mot kubanen Joel Casamayor.